# Pointe de Chavanette
La pointe de Chavanette ou la Patenaille est une montagne située à la limite de la Haute-Savoie en France et du Valais en Suisse, dans le massif du Chablais et culmine à 2 219 mètres d'altitude. Elle se trouve entre la vallée de Morzine et le val d'Illiez.

## Toponymie
Le toponyme Chavanette est issu de l'ancien français chavane qui correspond à des petites constructions en pierres sèches, utilisées par les bergers pour la confection de fromage et généralement couvertes de chaume. Le nom provient de l'alpage de Chavanette. Néanmoins, une telle cabane a aujourd'hui disparu. Le toponyme Patenaille dérive du patois passenaille qui se traduit par « carotte » mais sa signification est inconnue.

## Géologie
La nappe de la Brèche, dans la région des Hauts-Forts, constitue l'extrémité méridionale des Préalpes du Chablais et les couches présentent un pendage vers le nord. L'érosion a ensuite décapé les couches successives de la nappe si bien que si les unités les plus jeunes sont bien préservées à la pointe de Rassachaux (Brèche supérieur), seules subsistent les couches les plus anciennes à la pointe de Chavanette (schistes inférieures du Lias).
Outre le fait que la crête constitue la frontière entre la France et la Suisse, le pied de cette crête à laquelle appartient la pointe de Chavanette, côté suisse, constitue une limite tectonique majeure puisqu'elle délimite les nappes des Préalpes du Chablais (nord) des terrains autochtones du domaine helvétique. Le pied de la pente est représenté par les dolomies et calcaires lumachelliques triasiques de la base de la nappe de la Brèche puis par des lentilles du mélange infra-préalpin qui sépare la nappe de la Brèche de l'Helvétique. Le panorama côté suisse depuis la crête permet ensuite d'observer une série de reliefs assez doux correspondant au membre du grès du val d'Illiez coiffant l'Helvétique puis aux séries replissées du Crétacé et constituant les Dents Blanches et les Dents du Midi.

## Ascension
La pointe de Chavanette est accessible depuis Avoriaz côté français et Champéry côté suisse. On peut aussi l'atteindre depuis l'Express du Choucas (France) ou le télésiège de Chavanette (Suisse).